# Forêt de la Seigneurie de Joly
La forêt de la Seigneurie Joly de Lotbinière est une forêt publique québécoise couvrant 10 % de la superficie de la municipalité régionale de comté de Lotbinière, et 70 % du territoire  de la petite municipalité de Leclercville, en Chaudière-Appalaches. Sur son territoire est pratiqué l'acériculture et la sylviculture dont des redevances venant de l'exploitation reviennent au Gouvernement du Québec. La forêt est principalement traversée par la rivière du Chêne. La réserve écologique Lionel Cinq-Mars se retrouve sur le territoire et depuis son acquisition par le gouvernement provincial, on a référé à la forêt comme la station forestière de Lotbinière.

## Localisation
La forêt occupe un grand espace au nord de l'autoroute 20 entre Laurier-Station et Val-Alain

## Territoire
Des portions du territoire de la Seigneurie de Joly sont utilisées à des fins précises :
- Acériculture : 2 556 hectares ;
- Réserve écologique Lionel-Cinq-Mars : 495 hectares ;
- Réserve forestière : 383 hectares ;
- Arboretum : 290 hectares ;
- Terrain de 19 hectares réservé au scoutisme.